# Sture Wikström
Sture Elis Bernhard Wikström, född 13 december 1921 i Stockholm, död 4 oktober 1993 i Gamleby i Kalmar län, var en svensk målare och grafiker.
Han var son till köpmannen Bernhard Eriksson och Edith Johansson och från 1948 gift med konstnären Ann-Marie Ekbom-Wikström. Han studerade vid École nationale supérieure des Beaux-Arts i Paris 1948–1952 samt genom självstudier under resor i Europa och Afrika. Han tilldelades Västerviks-Tidningens kulturpris 1964. Under sin studietid i Paris tog han starka intryck av Édouard Pignon och utvecklade hans stil med kraftigt markerade linjer och få lysande färger. Separat ställde han bland annat ut i Gamleby och han genomförde ett 30-tal utställningar med sin fru på olika platser i landet. Tillsammans med Georges Dayez och Marcel Mouly ställde han ut i Skövde och Örebro 1952. Han medverkade i ett flertal småländska samlingsutställningar med provinsiell konst och var representerad i samlingsutställningar i bland annat Barcelona. Bland hans offentliga arbeten märks en 2X20 meter stor väggmosaik i Gävle utförd i stengods, glasskärvor, metallskrot och natursten, för tingshuset i Västervik utförde han en dekorativ väggmosaik i sten och trä samt för Sveriges mekanförbunds gjuteriavdelning en mosaik som huvudsakligen består gjuteriavfall. Han har dessutom utfört ett flertal mosaiker och reliefer för olika skolor, lasarett och kommunala byggnader. Hans konst består av hamnbilder, tjurfäktare, fiskare och landskapsskildringar från Svolvær, Spanien och Sverige samt mosaikarbeten och plaketter. Wikström är representerad vid Kalmar konstmuseum, Jönköpings läns museum och Hälsinglands museum i Hudiksvall.